# دالملینگتون
دالملینگتون (به انگلیسی: Dalmellington) یک شهرک در اسکاتلند است که در ایرشر شرقی واقع شده‌است.